# ملازم أول
مُلازِم أَوَّل (بالإنجليزية: First-Lieutenant)‏ رتبة عسكرية هي ثاني رتبة للضباط تلي الملازم وهي عبارة عن نجمتين تعلقان على الكتف ومدة بقاء الضابط فيها 4 سنوات وتليها رتبة نقيب.

## معرض الصور

ملازم اول القوات البرية المصرية
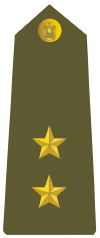
ملازم اول في فلسطين
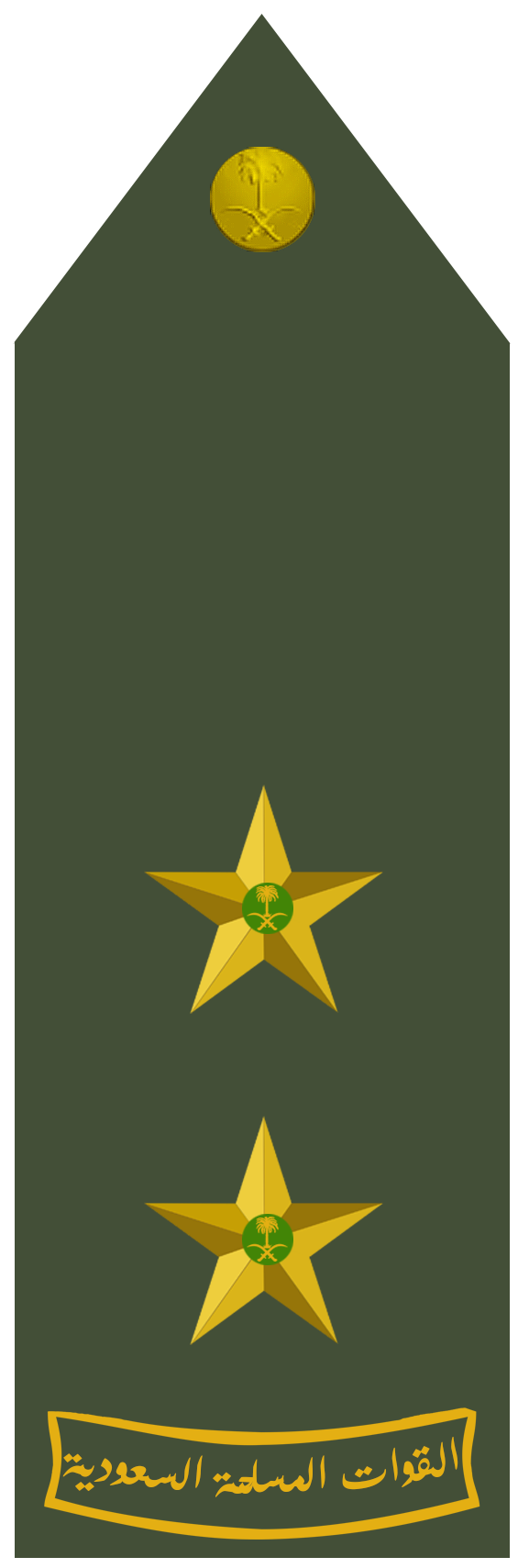
ملازم اول في القوات البرية السعودية
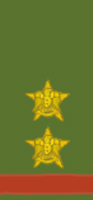
ملازم اول القوات البرية السورية
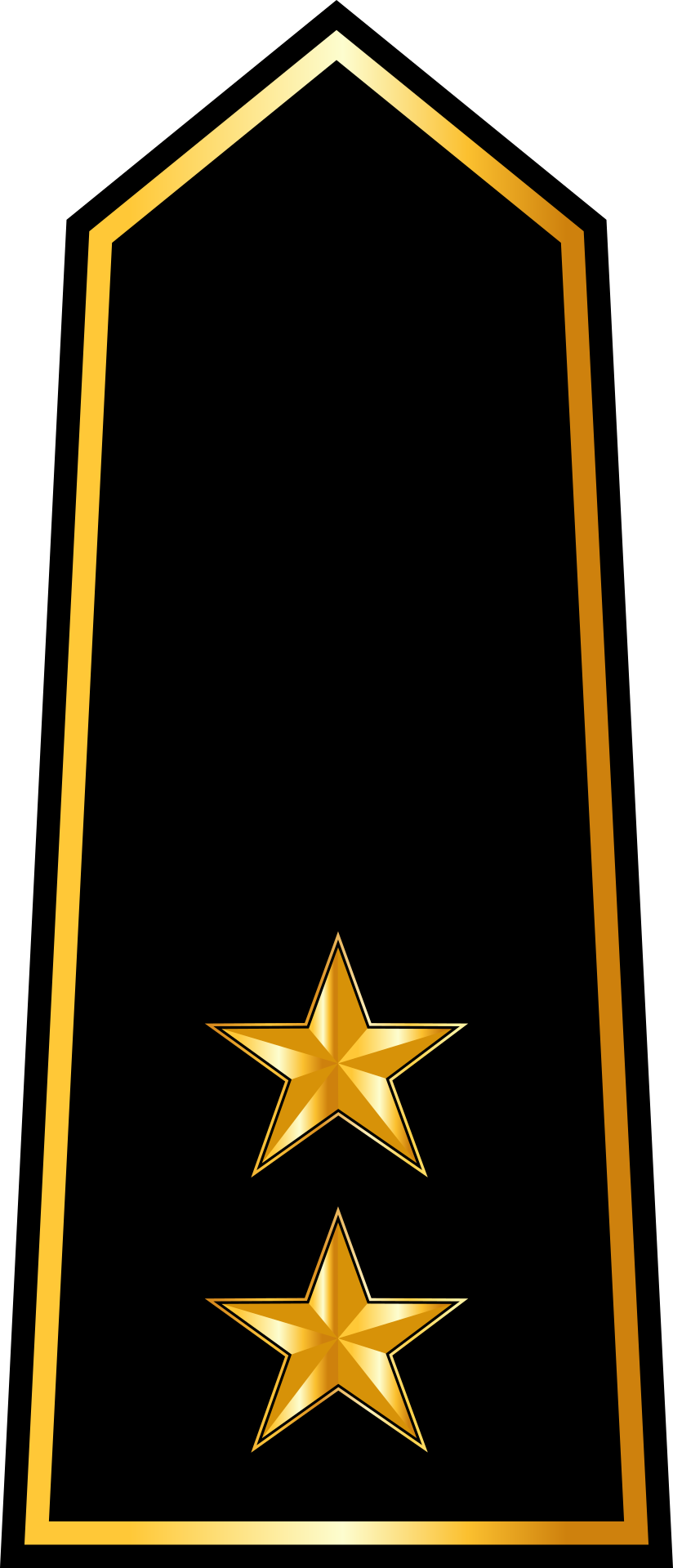
ملازم اول القوات البرية التونسية
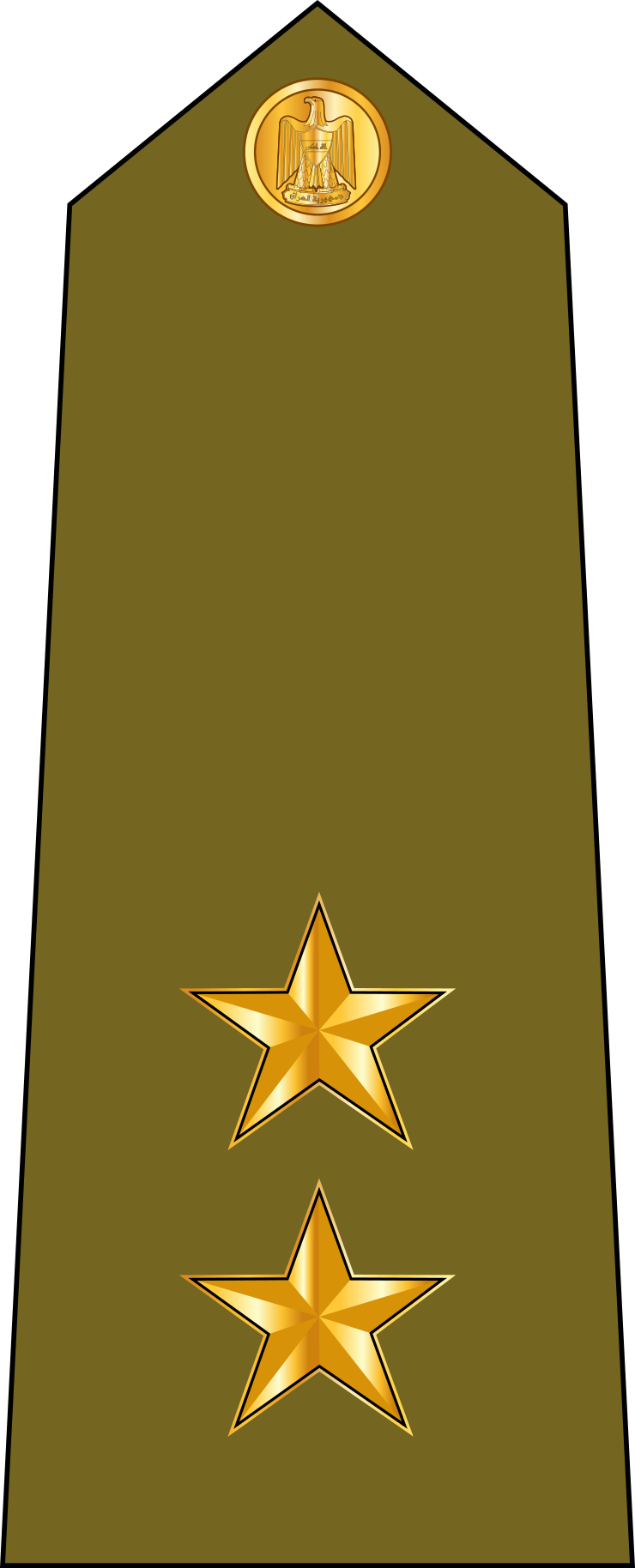
ملازم اول القوات البرية العراقية